# Take to the Skies
Take to the Skies – debiutancki album studyjny brytyjskiego zespołu Enter Shikari, wydany 19 marca 2007 roku. Zawiera utwory, które zespół wydał wcześniej na demach, singlach i minialbumach. Amerykańskie wydanie albumu na iTunes nieco różni się listą utworów od wydania brytyjskiego.

## Lista utworów
1. bez tytułu (później zatytułowany "Stand Your Ground; This is Ancient Land") - 1:08
2. "Enter Shikari" - 2:52
3. "Mothership" - 4:30
4. "Anything Can Happen in the Next Half Hour..." - 4:32
5. bez tytułu (później zatytułowany "Interlude One") - 1:01
6. "Labyrinth" - 3:51
7. "No Sssweat" - 3:16
8. "Today Won’t Go Down in History" - 3:34
9. bez tytułu (później zatytułowany "Reprise 1") - 1:28
10. "Return to Energiser" - 4:35
11. bez tytułu - 0:18
12. "Sorry, You're Not a Winner" - 3:52
13. bez tytułu - 0:35
14. "Jonny Sniper" - 4:01
15. "Adieu" - 5:40
16. "OK, Time for Plan B" - 4:55
17. bez tytułu (później zatytułowany "Reprise 2") - 2:44